# Алдея-ду-Бишпу (Пенамакор)
Алдея-ду-Бишпу (порт. Aldeia do Bispo) — район (фрегезия) в Португалии, входит в округ Каштелу-Бранку. Является составной частью муниципалитета Пенамакор. По старому административному делению входил в провинцию Бейра-Байша. Входит в экономико-статистический субрегион Бейра-Интериор-Сул, который входит в Центральный регион. Население составляет 748 человек на 2001 год. Занимает площадь 6,51 км².
Покровителем района считается Апостол Варфоломей (порт. S. Bartolomeu).